# روچنه
روچنه (به لهستانی:  Roczyny) یک روستا در لهستان است که در گمینا اندرخوو واقع شده‌است. روچنه ۳٬۷۲۸ نفر جمعیت دارد.